# Phi
 Ikke at forveksle med Pi.
Fi (eller Phi) (stort Φ eller {\displaystyle \Phi }; lille φ, {\displaystyle \phi } eller {\displaystyle \varphi }) er det 21. bogstav i det græske alfabet. På moderne græsk udtales det [f], en ustemt labiodental frikativ (ligesom f på dansk), mens det på oldgræsk fortrinsvist repræsenterede lyden [pʰ], en aspireret ustemt bilabial lukkelyd (svarende til p i dansk puste). I det græske tal-system har det værdien 500.
Bogstavet bruges inden for matematikken til at betegne det gyldne snits forhold, et irrationalt tal, hvor {\displaystyle \varphi } ≈ 1.618...
I geografi bruges φ til at betegne geografisk bredde.

## Computer
I unicode er Φ U+03A6, φ er U+03C6 og varianten ϕ er U+03D5.
|   | decimal | hex | HTML  |
| - | ------- | --- | ----- |
| φ | 966     | 3C6 | &phi; |
| Φ | 934     | 3A6 | &Phi; |